# Aktiengesellschaft (Niemcy)
Aktiengesellschaft – spółka akcyjna w Niemczech. Spółka kapitałowa, posiadająca osobowość prawną. Oficjalny skrót używany w obrocie gospodarczym tego typu spółki to AG. Spółki akcyjne w podobnej formie działają również w trzech pozostałych europejskich krajach niemieckojęzycznych: Austrii, Liechtensteinie i Szwajcarii.
Podstawowe cechy niemieckiej AG:
- Założyciele: przynajmniej 1 osoba (§ 2 AktG)[1];
- Struktura organizacyjna: walne zgromadzenie akcjonariuszy, zarząd, rada nadzorcza;
- Minimalny kapitał zakładowy: 50 000 euro (§ 7 AktG)[2];
- Minimalna wartość jednej akcji: 1 euro  (§ 8 AktG)[3].

W Niemczech – podobnie jak w Szwajcarii – istnieje możliwość zawiązania jednoosobowej spółki tego typu, nosi ona wówczas nazwę ICH-AG.